# Diana Pokie
Diana Marilva Pokie (Brownsweg, 27 mei 1979) is een Surinaams politicus. In 2005 trad ze voor de BEP aan in De Nationale Assemblée en in 2012 stapte ze over naar de ABOP. Van 2020 tot 2021 was ze minister van Grond- en Bosbeheer. Zij is sinds 2025 minister van Sociale Zaken en Volkshuisvesting.

## Biografie

### Achtergrond en opleiding
Pokie is moeder van vier kinderen: drie jongens en een meisje. Ze is Saramaccaanse, en werd geboren in Brownsweg als oudste in een gezin van drie kinderen. Haar vader, een onderwijzer, gaf een strenge opvoeding; haar moeder was juist meegaand. Toen ze in de derde klas zat, verhuisde het gezin naar Paramaribo vanwege de Binnenlandse Oorlog. Hierna verhuisde ze nog verschillende malen, waardoor ze op verschillende lagere scholen les heeft gehad.
Nadat ze slaagde voor haar lerarenstudie in Handelswetenschappen keerde ze terug naar Brokopondo waar ze vier jaar les gaf op de VOJ Brokopondo. Vervolgens werd ze onderdirecteur aan de VOJ Hockeystraat in Paramaribo (Ramgoelam).

### BEP
In 2004 werd ze kernlid van Broederschap en Eenheid in de Politiek (BEP) voor Brokopondo. BEP-lid Celsius Waterberg vormde voor haar een groot voorbeeld om de politiek in te gaan. Tijdens de verkiezingen van mei 2005 werd ze gekozen tot lid van De Nationale Assemblée via de gezamenlijke lijst van de A-Combinatie, bestaande uit de BEP, ABOP en Seeka.
Op 25 mei 2010 werd ze herkozen als Assemblée-lid. Rond deze tijd raakten leden van de BEP onderling verdeeld. De partij stapte uit de A-Combinatie en wilde dat de politici dit ook zouden doen. Linus Diko was minister in het nieuwe kabinet, die met samenwerking van de A-Combinatie was geformeerd, en bleef zitten. Diana Pokie en Waldie Ajaiso waren twee van de vier BEP-leden in de Assemblée. Zij stonden beide achter Diko en besloten de A-Combinatie evenmin te verlaten. De BEP royeerde hierop Pokie en Ajoiso als lid van de partij en liet het Centraal Hoofdstembureau in juli 2012 beide parlementsleden terugroepen. Pokie en Adjiaso lieten de beslissing vervolgens aan de rechter. Die besliste in september dat het lidmaatschap van de BEP en De Nationale Assemblée voor Pokie geheractiveerd diende te worden.

### ABOP
Rond 2014 maakte Pokie de overstap naar de ABOP van Ronnie Brunswijk, om die partij bij de verkiezingen van 2015 in het district Brokopondo te vertegenwoordigen. Ze kwam weer terug in De Nationale Assemblée. Ze was teleurgesteld dat er in Brokopondo niet meer dan haar zetel was behaald. Ze wijtte dit aan het voedselpakkettenbeleid van de regering, waarvan het doel volgens haar was om stemmen te winnen.
Op 6 mei 2019 werd ze gekozen tot eerste vrouwelijke ondervoorzitter van de partij; ze was dat voor het district Brokopondo.

### Minister van Grondbeleid en Bosbeheer
Tijdens de verkiezingen van 2020 werd ze herkozen in DNA. Ze werd beëdigd als de nieuwe minister van Grondbeleid en Bosbeheer. In oktober 2020, tijdens de coronacrisis in Suriname, raakte ze besmet met het virus en lag in het ziekenhuis. Na enkele dagen verliet ze het ziekenhuis en ging ze een week in quarantaine. Zij was de eerste van vijf besmette ministers.
Nadat zij haar draagvlak binnen haar partij ABOP verloor, diende ze in juli 2021 haar ontslag in als minister. Op 25 mei 2023 verliet ze de ABOP en verruilde deze voor de Nationale Partij Suriname.

### Minister van Sociale Zaken en Volkshuisvesting
Tijdens de verkiezingen van 2025 stond zij op nummer 3 van de lijst van de NPS. Op 16 juli 2025 trad zij aan als minister van Sociale Zaken en Volkshuisvesting, met Daniëlle Beeldsnijder als onderminister van Volkshuisvesting.